# Krijgsmacht van Slovenië

Embleem van de krijgsmacht

De Krijgsmacht van Slovenië is opgericht in 1991 en bestaat uit het beroepsleger (Slovenska vojska; SAF/SV). Het opperbevel is in handen van de president van Slovenië.
De huidige krijgsmacht van Slovenië is ontstaan uit de Territoriale Defensie van de Republiek Slovenië (Teritorialna obramba Republike Slovenije; TORS). In 1968 werd er in elke republiek van de Socialistische Federale Republiek van Joegoslavië een Territoriale Defensie geformeerd, paramilitaire organisaties, met als doel het Joegoslavisch Volksleger te ondersteunen in het geval van een militaire invasie.
Na de Tiendaagse Oorlog in 1991 die leidde tot de onafhankelijkheid van Slovenië, werd de TORS gereorganiseerd tot de huidige krijgsmacht en is het doel met de jaren steeds meer verlegd naar vredesoperaties.
Sloveense Oorlog (1991) · Kroatische Oorlog (1991-95) · Bosnische Burgeroorlog (1992-95) · Kroatisch-Bosniakse Oorlog (1992-94) · Kosovo-oorlog (1998-99) · Operatie Allied Force (1999) · Conflict in de Preševo-vallei (2001) · Macedonisch conflict (2001)